# Everald La Ronde
Everald La Ronde (sinh ngày 24 tháng 1 năm 1963) là một cựu cầu thủ bóng đá người Anh thi đấu ở vị trí hậu vệ.
La Ronde bắt đầu sự nghiệp tại West Ham nơi ông là đội trưởng trong chiến thắng tại Chung kết Cúp FA Trẻ 1981. Ông chỉ thi đấu 7 trận cho West Ham trước khi kí hợp đồng với Bournemouth vào tháng 9 năm 1983. Trận đấu đáng nhớ nhất của ông cho Bournemouth diễn ra vào ngày 7 tháng 1 năm 1984 khi đội bóng loại Manchester United khỏi Cúp FA.
Sau chấn thương, ông chỉ thi đấu 24 trận và cho mượn tại Peterborough United trước khi vấn đề về đấu gối, dạ dày và thoát vị buộc ông phải giải nghệ.
Ông cũng huấn luyện tại Ả Rập Xê Út.